# Tribo-elektrisch effect
| Tribo-elektrische reeks               |
| Meest positief geladen +              |
| Droge huid                            |
| asbest                                |
| leer                                  |
| konijnenvel                           |
| glas                                  |
| mica                                  |
| haar                                  |
| nylon                                 |
| wol                                   |
| lood                                  |
| kattenvel                             |
| zijde                                 |
| aluminium                             |
| papier (kleine positieve lading)      |
| katoen (geen lading)                  |
| 0                                     |
| staal (geen lading)                   |
| hout (kleine negatieve lading)        |
| luciet                                |
| amber (barnsteen)                     |
| zegellak                              |
| plexiglas                             |
| polystyreen                           |
| rubberballon                          |
| harsen                                |
| Harde rubber                          |
| nikkel, koper                         |
| zwavel                                |
| messing, zilver                       |
| goud, platina                         |
| acetaat, Rayon                        |
| synthetisch rubber                    |
| polyester                             |
| styreen (piepschuim)                  |
| acrylvezel                            |
| huishoudfolie                         |
| polyurethaan                          |
| polyethyleen (bijvoorbeeld kleefband) |
| polypropyleen                         |
| vinyl (pvc)                           |
| silicium                              |
| teflon                                |
| siliconenrubber                       |
| eboniet                               |
| - Meest negatief geladen              |

Het tribo-elektrisch effect is een soort contactelektrificatie waarbij de materialen die met elkaar in contact komen tijdens het wrijven elektrische lading uitwisselen en zo elektrisch opgeladen worden.
Barnsteen wordt bij wrijving met wol elektrisch geladen. Het Griekse woord voor barnsteen ēlektron heeft zo elektriciteit zijn naam gegeven.
De lichtverschijnselen worden triboluminescentie genoemd.
Wanneer men in een vacuüm een sterk adhesieve rol plakband met grote snelheid lostrekt komen niet alleen vonken maar ook nanoseconden lange stralingspulsen van röntgenstraling voor. De door de ontdekkers van dit fenomeen gegeven verklaring is dat de plakkerige kant positief wordt geladen terwijl de rol negatief wordt geladen. Bij de ontlading verplaatsen de elektronen zich door het vacuüm van de afgerolde zijde naar de plakkerige kant van het tape. De ontladingen vinden schoksgewijs plaats wanneer een bepaalde grenswaarde is bereikt. Wanneer de elektronen aan de positieve plakkerige zijde inslaan verliezen zij hun kwantumenergie. Deze is zo groot dat er röntgenstraling in een korte puls wordt afgegeven.
Het tribo-elektrisch effect zou ook de lichtverschijnselen tijdens aardbevingen veroorzaken.

## Materialenreeks
Materialen kunnen gerangschikt worden voor hun gedrag bij contact met elkaar. De positie en afstand ten opzichte van elkaar geven aan hoe en hoe sterk de ladingsoverdracht zal plaatsvinden.

## Verklaring
Hoewel het effect letterlijk wrijving betekent, volstaat het de materialen gewoon met elkaar in contact te brengen. Er wordt een adhesie-binding gevormd en er worden ladingen uitgewisseld.

## Belang
Elektrostatische lading die op dergelijke manier opgeslagen wordt (bijvoorbeeld door een persoon die over een tapijt loopt), kan zich zo sterk opstapelen dat er een doorslagspanning bereikt wordt en er een vonk ontstaat. Die kan brandbare en ontplofbare gassen ontsteken of gevoelige elektronica beschadigen.

## Toepassingen
- Elektrofoor
- Elektriseermachine
- Vandegraaffgenerator
- Lorente-generator